# 浜松市立浜北北部中学校
浜松市立浜北北部中学校（はままつしりつ はまきたほくぶちゅうがっこう）は、静岡県浜松市浜名区に位置する公立中学校である。

## 概要
- 生徒数635名（令和6年度）[1]
- 平成20年度（2008年度）より、通級指導教室が設置されている。（通級区域：浜北北部中、北浜中、北浜東部中、麁玉中、浜名中、清竜中、光が丘中、春野中、 佐久間中、水窪中、都田中、引佐北部中、三方原中）[2][3]

## 部活動
- 園芸部[4]
- 吹奏楽部
- 美術部
- サッカー部
- 野球部
- ソフトボール部
- 女子バレー部
- 柔道部
- 剣道部
- 陸上競技部
- 男子ソフトテニス部
- 女子ソフトテニス部
- 男子卓球部
- 女子卓球部
- 男子バスケットボール部
- 女子バスケットボール部

## 通学区域
浜松市立中瀬小学校の学区
- 上島・中瀬・西中瀬一丁目・西中瀬二丁目・西中瀬三丁目
- 本沢合（中瀬7区町内会）・新原（中瀬4区南町内会）・豊保（中瀬4区東・中瀬4区西・中瀬4区南・中瀬7区町内会）

浜松市立赤佐小学校の学区
- 於呂・根堅
- 尾野（尾野上・尾野中・尾野下町内会）・宮口（尾野上町内会）[5]